# Hanbō

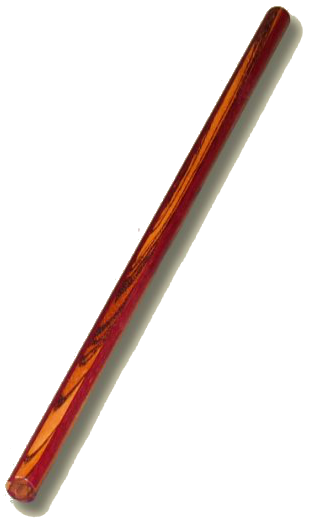

Der Hanbō [hamboː] (japanisch 半棒) gehört zu den Schlag- und Stoßwaffen mit einer Länge von 80 bis 100 cm (Dicke je nach Handgröße ca. 2,3 bis 3 cm). Der Name bedeutet „Hälfte eines Bō“ (Han „halb“, Bō „Stock“).

## Beschreibung
In Japan ist der Hanbō als Koryū-Waffe bekannt. Dort wird im Kukishin Ryu (ca. 14. Jahrhundert) und im Hontai Yōshin-ryū trainiert. Besonders bekannt ist dabei das Kukishin Ryu, welches auch in den Schulen des Jujutsu, noch trainiert wird, welche auf Takamatsu Toshitsugu zurückgehen (Bujinkan, Jinenkan und Genbukan). Der Hanbō wurde 1575 von Nagafusa Kuriyama ins Curriculum des Kukishin Ryu aufgenommen, nachdem in einem Kampf sein Speer vom gegnerischen Schwertkämpfer zerschlagen wurde und er mit dem Rest des Schaftes weiterkämpfte und diesen damit besiegte. Ein dem Hanbō sehr ähnliche Waffe ist der Tanjo; dabei handelt es sich um einen Spazierstock im westlichen Stil, mit dem in den frühen 1900er Jahren von Uchida Ryogoro Selbstverteidigungstechniken entwickelt wurden. Der Stil ist nach seinem Entwickler Uchida Ryu Tanjo Jutsu benannt und wird heute im Shinto Muso Ryu unterrichtet. Durch seine geringe Größe ist er recht leicht zu verbergen und kann unter anderem durch Handgelenkdrehungen in schnellen Attacken effektiv im Kampf eingesetzt werden. Allerdings bestehen nur etwa 20 % der Anwendungen mit dieser Waffe aus Stößen und Schlägen. Viel mehr wird der Hanbō zum Hebeln eingesetzt. Der Hanbō ist in mehreren Stilen vorhanden. Im Kobudō, Ninjutsu, Jujutsu, Karate (verschiedene Stile) und auch im Aikidō. Dort wurden die Formen (Kata) weiter unterrichtet und zum Teil auch verändert. Speziell in Deutschland wurde durch Georg Stiebler der Hanbō als weitere Waffe etabliert, da diese Waffe eine gute Ergänzung zum Karate- und Jujutsutraining bildet.
Die Vorteile des Hanbō sind im Nahkampf zu finden, wo man neben effektiven Hebel- auch Stoß- und Schlagtechniken anwenden kann. Entsprechend sind außerhalb des Nahkampfes Distanzwaffen wie der Bō dem Hanbō in der Regel überlegen, da sie über eine größere Reichweite verfügen.

## Hanbō-Kata
Kata des Hanbojutsu
Kukishin Ryu
Diese Kata sind Kata mit einem Partner.
- Kamae-gata:
  1. Otonashi
  2. Shinsen
  3. Kachimi
  4. Danpi
  5. Outai
- Kihon-gata or Furi-kata
- Omotenokata
  1. Tachiotoshi
  2. Atekomi
  3. Koshiore
  4. Ategaeshi
  5. Tsukiiri
- Chugokui
  1. Kirinohitoha
  2. Otoshimatsuba
  3. Mizudori
  4. Gorinkudaki
  5. Mawaridori
- Gokuino-kata
  1. Tsurunohitokoe
  2. Karamedori
  3. Shin-no-karamedori
- Sensudori
  1. Tenno-kata
  2. Chino-kata
  3. Jinno-kata

Kata im Ryukyu Kobujutsu Hozon Shinkokai
- Sanjakubo

Diese Kata wird nur im Ryukyu Kobujutsu Hozon Shinkokai trainiert, in den anderen auf Taira Shinken zurückgehende Kobudo Stilrichtungen/Verbände wird diese nicht trainiert.
Kata des Gendai-Goshin-Kobu-Jutsu:
- Renshuho Shodan
- Renshuho Nidan
- Renshuho Sandan
- Renshuho Yondan
- Renshuho Godan
- Renshuho Kaiten
- Fudoshin no Sho
- Fudoshin no Dai
- Hate no Sho
- Hate no Dai
- Tsuken no Sho
- Kanjo

Kata im Deutschen Ju-Jutsu Verband (DJJV):
- Hanbo Shodan
- Hanbo Nidan
- Hanbo Sandan
- Hanbo Yondan